# Lysanias
Cet article parle de Lysanias roi d'Abilène vers 40 av. J.-C. Pour le tétrarque d'Iturée en poste en 28-29, mentionné dans l'évangile attribué à Luc, voir Lysanias II.
Lysanias (aussi appelé Pacoros par Moïse de Khorène) est un souverain de l'Abilène un petit royaume ituréen. Chez Flavius Josèphe, il est souvent qualifié de roi de Chalcis et de « roi des Ituréens » chez Dion Cassius.
Il succède en 40 av. J.-C. à son père Ptolémée Mennaeus.
Bien que Flavius Josèphe ne le dise pas, un de ses fils est Zénodore ainsi que l'indique une inscription funéraire trouvée à Héliopolis (Baalbek) consacrée à : « Zénodorus le fils de Lysanias le tétrarque d'Iturée ». Il s'agit d'une des deux inscriptions commémoratives de Nymphaios, un affranchi du souverain d'Abilène, qui ont été mis au jour dans cette ville. Toutefois, certains auteurs pensent que cette inscription est plus tardive et concernerait le Lysanias mentionné dans l’Évangile selon Luc.
Vers 39 av. J.-C., devant l'avancée des troupes parthes du roi Pacorus Ier menée par le satrape Barzapharnès, il se rallie à eux, comme les autres rois clients de la région. Barzapharnès occupe la vallée de la Bekaa et Pacorus progresse le long de l'étroite bande côtière.
Après la mort de Ptolémée Mennaus, son père, Lysanias poursuit le soutien du royaume à Antigone II et  intervient par la suite en sa faveur. Lysanias convainc Barzapharnès de ramener sur le trône Antigone et de déposer Hyrcan, en lui promettant « mille talents et cinq cents femmes » d'après Flavius Josèphe. Le satrape fournit une armée parthe à Pacoros qui se dirige jusqu'à Jérusalem et obtient par la ruse qu'Hyrcan et Phasaël, un des frères d'Hérode, partent avec lui sous le prétexte d'aller négocier avec Barzapharnès. Mais peu après, il les fait prisonnier tous les deux.
Lysanias est mis à mort sur ordre de Marc Antoine et à la demande de Cléopâtre VII qui désirait s'emparer de ses territoires. Toutefois, son fils Zénodore, prit alors le contrôle, de certains des territoires confisqués, notamment des régions au sud de Damas (Ulatha et Paneas (Baniyas), à l'Ouest de la Trachonitide).
Il ne faut pas le confondre avec le Lysanias mentionné dans l'Évangile selon Luc et qui règne encore en 29 ap. J.-C.